# Тупак Уальпа
Тупак Уальпа (*Túpac Hualpa, бл. 1500 —1533) — номінальний Сапа Інка імперії Тауантінсую з 30 серпня до жовтня 1533 року. Фактично не мав жодної влади, виконував накази іспанських конкістадорів на чолі з Франциско Піссаро.

## Життєпис
Походив з династії Верхнього Куско. Був сином імператора Уайна Капак та Рауа Окльо. Здобув навчання в імператорській школі ячауасі. Не брав участь у походах батька, весь час перебуваючи в столиці — Куско. У 1527 році після смерті Уайна Капака втік з Куско, оскільки остерігався страти з боку свого рідного брата Уаскара. Під час війни останнього зі зведеним братом Атауальпою у 1527–1532 роках переховувався в лісах, за іншими відомостями — у гірських маєтностях. Лише наприкінці 1532 року, після захоплення іспанцями Атауальпи, Тупак Уальпа з'явився у Кахамарці.
Він вирішив скористатися підтримкою Піссаро, щоб отримати трон. Останній після страти Атауальпи також мав намір використати Тупак Уальпу для швидкого захоплення імперії інків. 30 серпня 1533 року, наступного дня після поховання Атауальпи, відбулася церемонія сходження на трон. Іспанці оголосили Тупак Уальпа новим Сапа Інкою. Пісарро подбав про те, щоб цей Інка-маріонетка отримав при коронації всі традиційні символи влади, які отримує імператор при сходженні на престол.
Тупак Уальпа зібрав навколо себе значну частину військовиків імперії, також закликав братів, що залишилися живими, приєднатися до нього. Піссаро змусив Сапа Інку визнати владу іспанського короля Карла I Габсбурга. Піссаро оголосив декларацію, відому як «Вимоги», в якій іспанські воєначальники інформували місцеве населення, що завойовники були послані імператором Карлом з метою донести до них вчення істинної релігії, а також обіцяли, що все буде добре, якщо вони мирно підкоряться їх імператору та Богові.
Військо конкістадорів та інків підвладних Тупак Уальпи рушили на Куско. Шлях йшов через міста Кахабамбу, Уамачуко, Андамарку, Уайлаську долину. Слідом за цим перебралися до міста Рекуай. Скрізь місцеве населення та знать підтримали нового Сапа Інку. Проте в області Хауха конкістадори вимушені вступити в сутичку з індіанцями. Під час перебування Тупак Уальпи в Хатун Хаухі його було отруєно, ймовірно Чалкучімою, колишнім військовиком Атауальпи. Після цього іспанці владу передали Манко Інка Юпанкі.